# マリアンヌ (映画)
『マリアンヌ』（Allied）は、ロバート・ゼメキス監督、スティーヴン・ナイト脚本によるロマンティック・スリラー映画である。出演はブラッド・ピット、マリオン・コティヤール、ジャレッド・ハリス、サイモン・マクバーニー、リジー・キャプランらである。主要撮影は2016年2月にロンドンで始まり、2016年11月23日よりパラマウント映画配給で公開される。
キャッチコピーは、「何度涙を流せば、愛する妻を守れるのか。」、「全てが明かされた先にある、「涙」の物語。」。

## あらすじ
第2次世界大戦下の1942年、工作員のマックス・ヴァタン（ブラッド・ピット）はフランス領のモロッコに潜入し、先に準備を進めていたマリアンヌ・ボーセジュール（マリオン・コティヤール）と合流して偽りの夫婦を演じ始める。10日後に開かれるパーティーに招待客として入り込む準備を進めるうち、マックスとマリアンヌは次第に惹かれあっていく。問題なくパーティーに入り込み、無事にナチス・ドイツの要人暗殺任務を成功させたマックスは、脱出する車の中でマリアンヌにプロポーズをする。イギリスで結ばれた2人の間には娘のアナも生まれ、生活は幸福に満ちていた。
ある日、久しぶりの休暇を過ごすマックスに軍から急な呼び出しがかかる。マックスはVセクションの男と会い、マリアンヌがドイツのスパイかもしれないと告げられる。動揺するマックスに、本物のマリアンヌは既に死んでおり、暗殺した要人もナチスにとって邪魔な存在だったことも明かされる。軍はマックスにだけ偽の情報を伝えることで、72時間以内にマリアンヌがスパイかどうかを確かめようとしていた。
翌朝、妻の無実を信じるマックスは真偽を確かめるため、本物のマリアンヌに助けられた男に妻の写真を見せようとするがその相手はマックスが原因で片目を失明しており、マックス本人も知らなかったがその彼の残った片目も角膜が傷つき写真が白くぼやけているようにしか見えない上に怪我が原因でマックスを恨んでいたこともあり、マリアンヌの本人確認はうまくいかなかったがその際に他にマリアンヌと面識のある諜報員の情報を聞き出すことには成功する。夜に自宅で開いたパーティーでは、マリアンヌに近付く怪しい男がいたり、軍の人間からは忠告を受けるなど、焦燥感だけが募っていく。
マックスは休暇の最終日を家族3人で穏やかに過ごすと、ディエップにいる工作員へ補給物資を届ける飛行機に自ら乗り込み、本物のマリアンヌを知るポール・ドラマールに会いに行く。ドラマールは泥酔して警察に捕まっていたが、なんとかマリアンヌの情報を聞き出すことができた。
朝になり、自宅へと戻ってきたマックスがマリアンヌに情報通りのピアノ演奏を求めると、彼女は観念して自分が本物のマリアンヌではないこと、自由になりたかったが見つかってしまい、脅されて仕方なく情報を流したことを告白する。軍が決めた72時間の期限が迫る中、自らマリアンヌを殺さなければ自分も殺されるマックスは家族3人で逃げる覚悟を決めるが、既に軍はマリアンヌがスパイであるという確証を得ており、逃亡は失敗してしまう。夫と娘を生き残らせるため、マリアンヌは銃を手にすると自ら頭を撃ちぬく。

## キャスト
※括弧内は日本語吹替
- マックス・ヴァタン[4] - ブラッド・ピット（堀内賢雄）
- マリアンヌ・ボーセジュール[5] - マリオン・コティヤール（魏涼子）
- アナ・ヴァタン - ラフィー・キャシディ
- フランク・ヘスロップ[6] - ジャレッド・ハリス（辻親八）
- S.O.E.高官 - サイモン・マクバーニー（北島善紀）
- ブリジット・ヴァタン[7] - リジー・キャプラン（山口協佳）
- ガイ・サングスター - マシュー・グッド（酒元信行）
- エマニュエル・ロンバード - アントン・レッサー（北島善紀）
- ホバー - アウグスト・ディール（長谷川敦央）
- モニーク - カミーユ・コッタン
- ルイーズ - シャーロット・ホープ
- シンクレア - マリオン・ベイリー（英語版）
- ポール・ドラマール - ティエリー・フレモン（英語版）
- ジョージ・カヴァナフ - ダニエル・ベッツ（英語版）（さかき孝輔）

## 製作
2015年2月6日、パラマウント映画とニュー・リージェンシーはブラッド・ピット主演による第二次世界大戦の恋愛サスペンス映画の監督にロバート・ゼメキスが就任したことを発表した。スティーヴン・ナイトによるオリジナル脚本はグレアム・キングのGKフィルムズにより企画され、イメージムーバーズのゼメキスとスティーヴ・スターキーがキングと共に製作する。2015年6月8日、マリオン・コティヤールがドイツの公人暗殺任務中にピットのキャラクターと恋に落ちるスパイ役でキャスティングされた。2015年8月、ナイトは映画が実話に基づいており、撮影が2016年1月に開始予定であることを明かした。2016年1月28日、ジャレッド・ハリスがキャストに加わった。2016年3月8日、リジー・キャプランがピットのキャラクターの姉妹役でキャストに加わった。製作総指揮はナイト、ジャック・ラプケ、パトリック・マコーミック、デニス・オサリヴァンが務める。
主要撮影は2016年2月にロンドンで始まった。
音楽はアラン・シルヴェストリが作曲した。

## 公開
北米ではパラマウント映画配給により2016年11月23日に封切られる。

## 評価

### 受賞
| 年   | 映画賞               | 賞                           | 対象 | 結果       | 出典          |
| ---- | -------------------- | ---------------------------- | ---- | ---------- | ------------- |
| 2017 | 第15回視覚効果協会賞 | 長編実写映画・補助視覚効果賞 |      | ノミネート | [ 13 ] [ 14 ] |